# Bataille de Hloukhiv
Invasion de l'Ukraine par la Russie de 2022
Batailles
Offensive de Kiev (Jytomyr, Kiev) : 
- 1re Hostomel
- Tchernobyl
- Ivankiv
- Kiev
- 2e Hostomel
- Vassylkiv
- Boutcha
- Irpin
  - Bombardement de réfugiés
- Jytomyr
- Mochtchoun
- Makariv
- Brovary

Offensive du Nord (Tchernihiv, Soumy) :
- Hloukhiv
- Slavoutytch
- Bombardements
- Soumy
- Trostianets
- Tchernihiv
- Okhtyrka
- Lebedyn
- Konotop
- Romny
- Desna
- Escarmouches frontalières

Russie  (Briansk, Belgorod) :
- Incursions en Russie occidentale
  - Oblast de Briansk
  - Oblasts de Belgorod et de Koursk
    - Incursions de 2024

  - Bombardement de Belgorod
- Oblast de Koursk (août 2024)

Campagne de l'Est (Donetsk, Louhansk, Kharkiv)
Kharkiv :
- 1re Kharkiv
  - Tchouhouïv
  - Bombardements : en février
  - en mars
  - en avril
  - du bâtiment administratif
- Izioum
- 2e Kharkiv
  - Balaklia
  - 1re Koupiansk
  - Chevtchenkove
- 3e Kharkiv

Nord du Donbass:
- Starobilsk
- Sloviansk
  - Dovhenke
  - 1re Lyman
  - Sviatohirsk
  - Bohorodychne et Krasnopillia
  - Bombardements : Bilohorivka
  - Kramatorsk
- Sievierodonetsk
  - Kreminna
  - Donets
  - Roubijné
  - Popasna
  - Tochkivka
  - Massacre
- Lyssytchansk
- 2e Kharkiv
  - Balaklia
  - 1re Koupiansk
  - Chevtchenkove
  - 2e Lyman
- Oblast de Louhansk
  - Ligne Svatove-Kreminna
  - Serebryansky
  - 2e Koupiansk

 Centre du Donbass:
- Horlivka
- Popasna
- Svitlodarsk
- Bakhmout
  - Soledar
- Siversk
- Tchassiv Iar
- Toretsk

Sud du Donbass :
- Volnovakha
- Marioupol
  - Bombardements : de l'hôpital
  - du théâtre
  - de l'école d'art
- Pisky
- Vouhledar
  - Pavlivka
- Marïnka
- Contre-offensive de 2023
- Avdiïvka
- Novomykhaïlivka
- Pokrovsk
  - Krasnohorivka
  - Toretsk
- Bombardements :
- Makiïvka
- Donetsk

Campagne du Sud (Mykolaïv, Kherson, Zaporijjia)
- 1re Kherson
- Odessa
- Melitopol
- Mykolaïv
  - Bombardements : à fragmentation
  - du bâtiment administratif
- 1re Berdiansk
- Zaporijjia
- Tchornobaïvka
- Enerhodar
- Voznessensk
- Houliaïpole
- Davydiv Brid
- 2e Berdiansk
- Nova Kakhovka
- 2e Kherson
  - Doudtchany
- Dniepr
- Tchoulakivka
- Contre-offensive de 2023
  - Robotyne

Frappes aériennes dans l'Ouest et le Centre de l'Ukraine
- Lviv (02/2022)
- Vinnytsia (03/2022)
- Yavoriv (03/2022)
- Deliatyne (03/2022)
- Dnipro

Guerre navale
- Île des Serpents (02/2022)
- Moskva (04/2022)

Attaques en Crimée
- Novofedorivka (08/2022)
- Djankoï (08/2022)
- Pont de Crimée (10/2022)
- Base navale de Sébastopol (10/2022)
- Pont de Crimée (07/2023)
- Base navale de Sébastopol (09/2023)

Débordement
- Aéroport de Millerovo
- Sabotages en Russie
- Attaques en Transnistrie
- Sabotage des gazoducs Nord Stream
- Terrain d'entraînement militaire de Soloti
- Explosions en Pologne
- Bases aériennes de Dyagilevo et Engels-2
- Base aérienne de Minsk-Matchoulichtchi
- Crise russo-moldave de 2023
  - Accusations de tentative de coup d'État en Moldavie
- Incident de drone de 2023 en mer Noire
- Rébellion du groupe Wagner

Massacres
- Tchernihiv
- Boutcha
- Borodianka
- Olenivka
- Izioum

La bataille de Hloukhiv était une série d'affrontements qui ont commencé le 24 février 2022 dans la ville de Hloukhiv, District de Hloukhiv, Oblast de Soumy, dans le cadre de l'invasion de l'Ukraine par la Russie de 2022.

## Ligne du temps

### 24 février 2022
Tôt le matin du 24 février 2022 à 5h23 du matin, les troupes russes ont traversé la frontière ukrainienne en passant par le point de contrôle de Bashivsk. Selon des responsables de l'oblast de Soumy, jusqu'à 90 personnes, dont 18 garde-frontières, ont été faites prisonnières au poste de contrôle frontalier de Bashivsk. Les prisonniers ont été emmenés dans le village russe de Kokino dans l'oblast de Briansk,.
La bataille de Hloukhiv a commencé lorsque les soldats russes qui ont pris le point de contrôle frontalier de Bachivsk ont tenté d'avancer vers la ville de Chostka,. Sur l'autoroute au nord de la ville entre Hlukhiv et Bashivsk, une station-service a explosé lors d'une bataille, tuant 1 soldat ukrainien et en blessant 3 autres. 11 autres soldats ukrainiens ont été blessés au cours de la première heure de combat à l'extérieur de Hloukhiv,.
Les troupes russes ont traversé Hlukhiv à midi le 24 février, le gouverneur de l'oblast de Soumy Dmytro Zhyvytskyi déclarant que les troupes russes contrôlaient l'autoroute entre Hlukhiv et la frontière russe, ainsi que la ville de Baturyn,. Plus tard dans la journée à 16h24, les forces ukrainiennes ont détruit une colonne de véhicules russes, dont 15 chars T-72 et 14 véhicules blindés,. Entre 16h00 et 23h30 le 24 février à Hloukhiv, il n'y a pas eu de combats ni de bombardements.
Les combats ont repris vers 11h30 dans le village de Peremoha, au sud de Hlukhiv, et dans le centre de Hlukhiv, les forces ukrainiennes détruisant un convoi de la 58e armée.

### 25 février 2022
Le lendemain, un convoi de 17 véhicules russes a traversé Hlukhiv en direction de Dubovichi, et il y a eu une victime civile après que les troupes russes lui ont tiré dessus. Dans la soirée du 25 février, les troupes russes ont pris le contrôle de l'autoroute Kipti-Bachivsk et ont érigé des barrages routiers afin que les civils ne puissent pas utiliser la route. Le convoi a calé sur la route pour le reste de la journée,.

### 26 - 27 février 2022
Le 26 février, 52 des garde-frontières précédemment kidnappés et emmenés au poste de contrôle de Bachivsk ont été rendus à l'Ukraine, bien que 26 garde-frontières soient toujours détenus par la Russie. Le lendemain, trois bataillons BTG ont été arrêtés près de Hloukhiv.

### Mars - Avril 2022
Dans la soirée du 1er mars, les troupes ukrainiennes ont partiellement libéré l'autoroute Kipti-Bachivsk, contrôlée par les forces russes depuis les premiers jours de l'invasion. Cependant, on ne sait pas si les responsables de l'oblast de Soumy ont pu accéder à Hloukhiv,. Le 2 mars, les garde-frontières du 5e détachement frontalier d'un groupe avancé, ainsi que des unités des Forces armées ukrainiennes, ont repoussé les occupants et ont atteint la frontière de l'État dans l'oblast de Soumy. Dans l'après-midi du 17 mars, les forces russes à Hlukhiv ont coupé l'accès à Internet et l'électricité avec le reste de l'Ukraine.
Les forces russes se sont retirées de Hloukhiv début avril après l'échec de l'offensive du Nord de l'Ukraine. Les forces ukrainiennes ont repris le contrôle de Hloukhiv le 11 avril, ainsi que le reste des oblasts de Soumy, Tchernihiv et Kyïv. Cependant, en raison de sa proximité avec la frontière russe, Hloukhiv a fait l'objet de frappes aériennes et d' escarmouches russes depuis sa reprise par les forces ukrainiennes.

## Conséquences
Après que les forces ukrainiennes ont repris le contrôle de Hloukhiv, des artificiers ont découvert 1 145 engins explosifs dans le village de Oblozhky, près de Hloukhiv. Les forces russes ont également commencé à bombarder les communautés frontalières des oblasts de Soumy et de Tchernihiv, y compris Hlukhiv. Le premier incident à Hlukhiv a eu lieu le 9 mai, pendant le Jour de la Victoire, lorsque les forces russes ont bombardé un cimetière juif. Le 18 mai, 10 explosions ont été entendues à Hloukhiv. Le prochain incident de bombardement à Hlukhiv a eu lieu le 1er juillet, après que les forces russes ont bombardé de nombreuses villes frontalières, dont Hloukhiv. Le 18 juillet, les forces russes ont de nouveau bombardé Hloukhiv, sans faire de victimes.